# Feldbahn Blankenberg
| Škoda-Lokomotive am Saaleufer |                     |                           |                           |
| Streckenlänge: | 2 km                |                           |                           |
| Spurweite: | 600 mm (Schmalspur) |                           |                           |
| |                     |                           |                           |
| \| \| \| Papierfabrik Blankenberg \| \| \| \| \| mit Lokschuppen \| \| \| \| \| \| \| \| \| \| Ziegelhütte Blankenberg \| \| \| \| \| Landesstraße \| \| \| \| \| Saale \| \| \| \| \| Papierfabrik Blankenstein \| \| |                     |                           |                           |
| Kopfbahnhof Streckenanfang |                     | Papierfabrik Blankenberg  | Papierfabrik Blankenberg  |
| Strecke |                     | mit Lokschuppen           | mit Lokschuppen           |
| Strecke |                     |                           |                           |
| Kopfbahnhof Strecke ab hier außer Betrieb |                     | Ziegelhütte Blankenberg   | Ziegelhütte Blankenberg   |
| Tunnel (Strecke außer Betrieb) |                     | Landesstraße              | Landesstraße              |
| Brücke über Wasserlauf (Strecke außer Betrieb) |                     | Saale                     | Saale                     |
| Betriebs-/Güterbahnhof Streckenende (Strecke außer Betrieb) |                     | Papierfabrik Blankenstein | Papierfabrik Blankenstein |

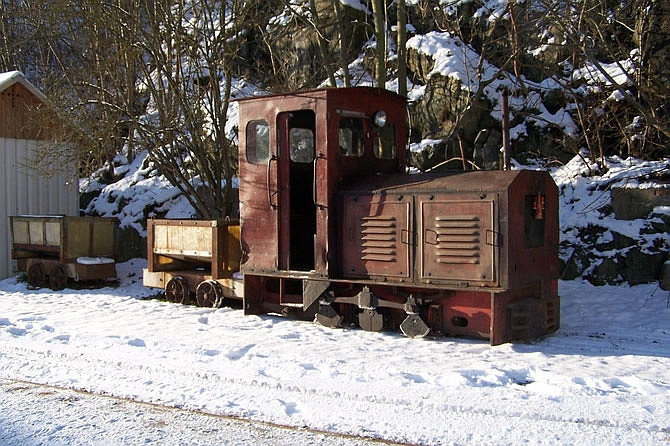
LKM-Lokomotive der Papierfabrik Blankenberg

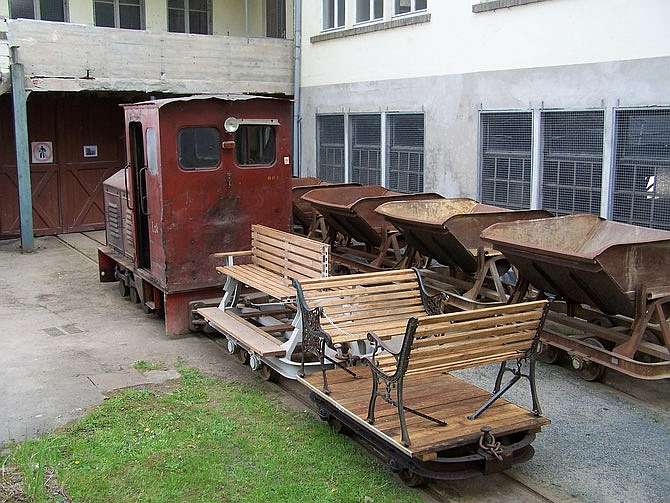
LKM-Lokomotive im Werksgelände der Papierfabrik Blankenberg

Die Feldbahn Blankenberg ist eine vom Förderverein der Parkeisenbahn Syratal Plauen e.V. betriebene Feldbahn im Ortsteil Blankenberg der Gemeinde Rosenthal am Rennsteig im Saale-Orla-Kreis in Thüringen. Sie hat eine Spurweite von 600 mm.

## Geographische Lage
Diese ehemalige Werksbahn der Papierfabrik Blankenberg führte ursprünglich etwas mehr als zwei Kilometer direkt an der Saale entlang vom Werksgelände der Fabrik in westlicher Richtung zum Hauptwerk Rosenthal in Blankenstein. Nach der Deutschen Teilung führte die Strecke unmittelbar an der Innerdeutschen Grenze zwischen den Bundesländern Thüringen und Bayern entlang.

## Geschichte
Nach dem Erwerb der Papierfabrik Ende 1894 durch Gotthelf Anton Wiede, dem Eigentümer der Wiedes Papierfabrik Rosenthal im benachbarten Blankenstein wurde im darauffolgenden Jahr anlässlich von Ausbaumaßnahmen eine Feldbahn zwischen beiden Standorten zum Transport von Roh- und Hilfsstoffen aus Blankenstein und Fertigprodukten nach Blankenstein gebaut. Bei Blankenstein musste die Landesstraße untertunnelt und die Saale mit einer Brücke überfahren werden. Ursprünglich wurden die Wagen mit Pferden gezogen, weshalb die Strecke „Pferdebahn“ genannt wird.
Aus den 1920er Jahren sind zwei Bn2t-Dampflokomotivlieferungen für die Feldbahn in 600 mm Spurweite des Herstellers Hanomag bekannt (Hanomag 9229 und 9965). 1927 wurde eine Diesellokomotive des Typs RL 2 der Firma Orenstein & Koppel beschafft. Die Dampfloks zogen bis zu 15 Bruckwagen. Diese Fahrzeuge waren bis in die 1960er Jahre in Dienst, bei einem Ausfall soll bis dahin auch noch auf Pferdebetrieb zurückgegriffen worden sein. Danach wurden sie von zwei Lokomotiven des Herstellers VEB Lokomotivbau Karl Marx Babelsberg (LKM) und der Firma Škoda abgelöst. Diese waren bis zum Betriebsende der Bahn im Einsatz.
Mit der Stilllegung der Papierfabrik im Jahre 1993 endete auch der Betrieb dieser schmalspurigen Werksbahn. Von der Fabrik wurden in den folgenden Jahren große Teile abgerissen, ein kleinerer Teil durch die Gemeinde saniert. Die beiden zuletzt eingesetzten Diesellokomotiven überlebten auf dem Werksgelände.

## Museumsbahn
Bereits vier Jahre nach der Einstellung des Betriebs verkehrten auf der landschaftlich interessanten Strecke wieder Besucherzüge mit einer Pferdebahn und einem benzinelektrischen Eigenbautriebwagen mit einem Honda-Stromaggregat und einem Drehstrommotor. In Richtung Blankenstein endet die Bahn fortan an der ehemaligen Ziegelhütte Blankenberg.
Bald nach der Einstellung dieses Touristenverkehrs 2012 begannen Feldbahnfreunde aus Plauen und Blankenberg die Reaktivierung der Originalfahrzeuge und von Gleisanlagen im alten Fabrikgelände. Seit 2014 sind die zuletzt eingesetzten Maschinen eine Ns2h (Fabriknummer 262091, Baujahr 1959) von LKM und eine BN30R von Škoda wieder betriebsfähig und im gleichen Jahr fand der erste öffentliche Fahrtag statt. Während der Saison von Ostern bis Oktober finden etwa sechs Fahrtage statt, beispielsweise während des Burgfests Blankenberg oder am Tag des offenen Denkmals.